# Thajština
Thajština (ภาษาไทย, pʰāːsǎː tʰāj) je nejvýznamnější jazyk tajsko-kadajské jazykové rodiny, blízký laoštině, se kterou je thajština vzájemně srozumitelná. Thajština je úřední jazyk a se 45–50 miliony mluvčích nejrozšířenější jazyk v Thajsku. Je to podobně jako většina tajských jazyků jazyk tónový a izolační.
Jazyk má čtyři základní nářečí: severní, severovýchodní, centrální a jižní. Spisovná thajština je založená na centrálním dialektu (Bangkok a údolí řeky Menam).
Zapisuje se slabičným thajským písmem indického původu. Čeština dosud nemá zaveden normovaný přepis thajštiny do latinky.

## Příklady

### Číslovky
| Číslice | Thajsky | Transliterace | Česky |
| ๑       | หนึ่ง     | nueng         | jeden |
| ๒       | สอง     | song          | dva   |
| ๓       | สาม     | sam           | tři   |
| ๔       | สี่       | si            | čtyři |
| ๕       | ห้า      | ha            | pět   |
| ๖       | หก      | hok           | šest  |
| ๗       | เจ็ด     | chet          | sedm  |
| ๘       | แปด     | paet          | osm   |
| ๙       | เก้า     | kao           | devět |
| ๑๐      | สิบ      | sip           | deset |

## Vzorový text
Otčenáš (modlitba Páně):
Kâa dtàe prá bìdaa kŏng kâapájâo táng lăai
prá ong sàtìt nai sàwăn. Prá naam prá ong jong bpen têe sàkgaará
prá aanaa jàk jong maa tĕung prá bpràsŏng jong
sămrèt nai pàen din mĕuuan nai sàwăn.
Bpròht bpràtaan aahăan bpràjam wan
gàe kâapájâo táng lăai nai wan née.
Bpròht bpràtaan àpai gàe kâapájâo
mĕuuan kâapájâo hâi àpai gàe pôo èun.
Bpròht chûuay kâapájâo mâi hâi páe gaan pàjon dtàe bpròht
chûuay hâi pón jàak kwaam chûua ráai tay on. Aamean.

### Všeobecná deklarace lidských práv
| thajsky       | เราทุกคนเกิดมาอย่างอิสระ เราทุกคนมีความคิดและความเข้าใจเป็นของเราเอง เราทุกคนควรได้รับการปฏิบัติในทางเดียวกัน.                                                                      |
| transliterace | Rao túk kon gèrt maa yàang ìt-sà-à, rao túk kon mee kwaam kît láe kwaam kâo jai bpen kŏng rao ayng. Rao túk kon kuan dâi ráp gaan bpà-dtì-bàt nai taang dieow gan. |
| česky         | Všichni lidé se rodí svobodní a sobě rovní co do důstojnosti a práv. Jsou nadáni rozumem a svědomím a mají spolu jednat v duchu bratrství.                         |